# Koronka (sztuka)

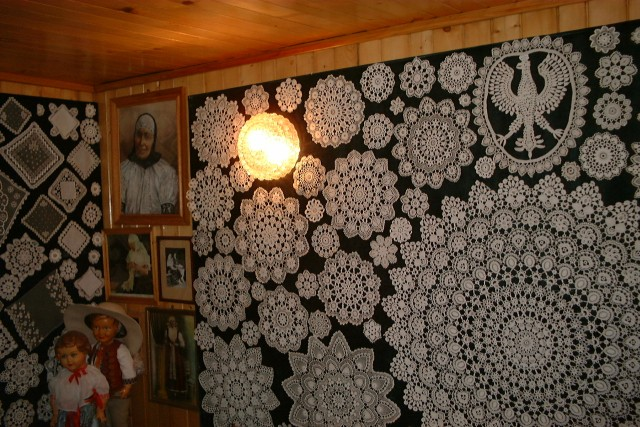
Koronki z Koniakowa

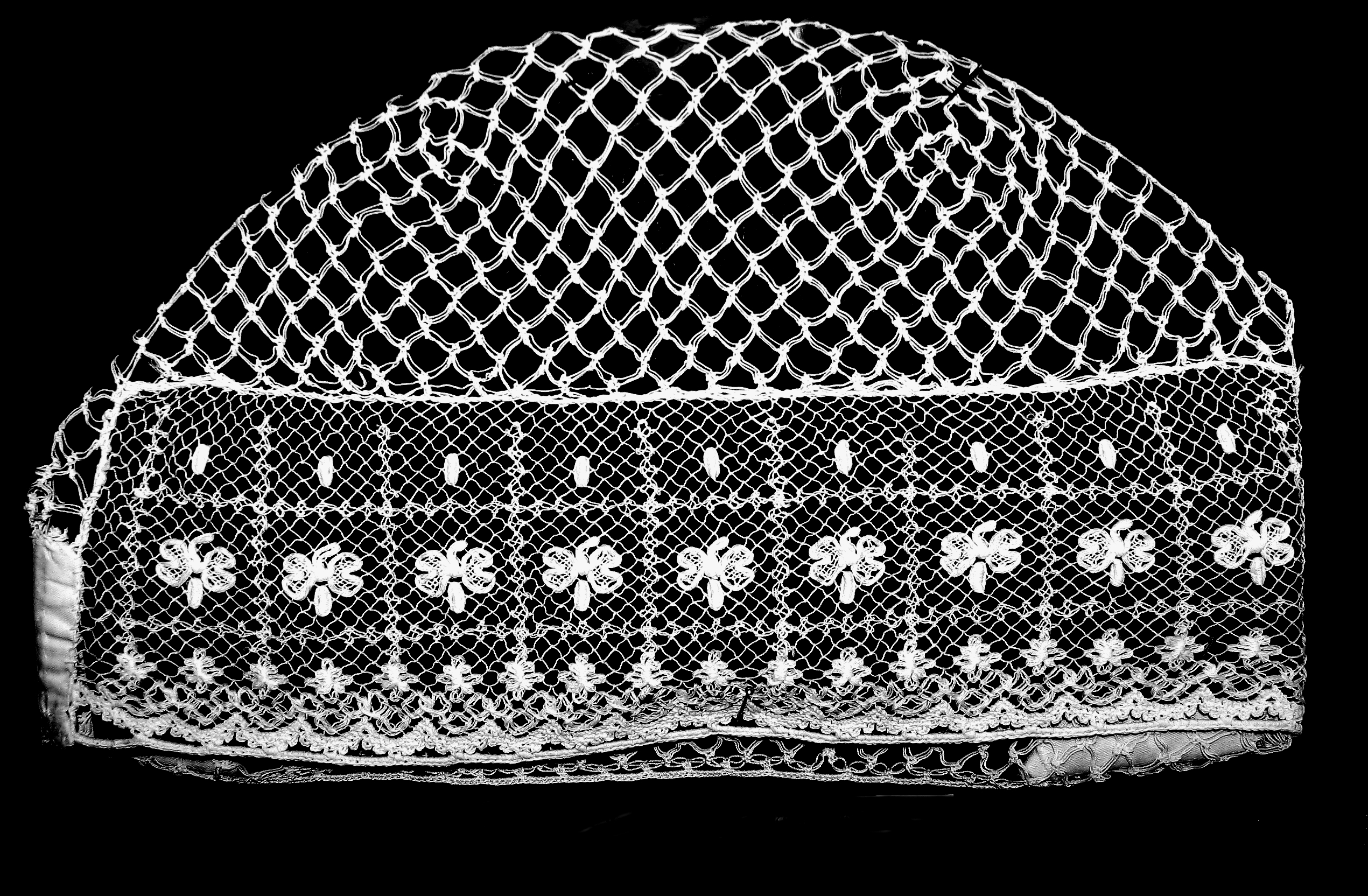
Czepiec wykonany techniką igiełkową w muzeum w Wiśle

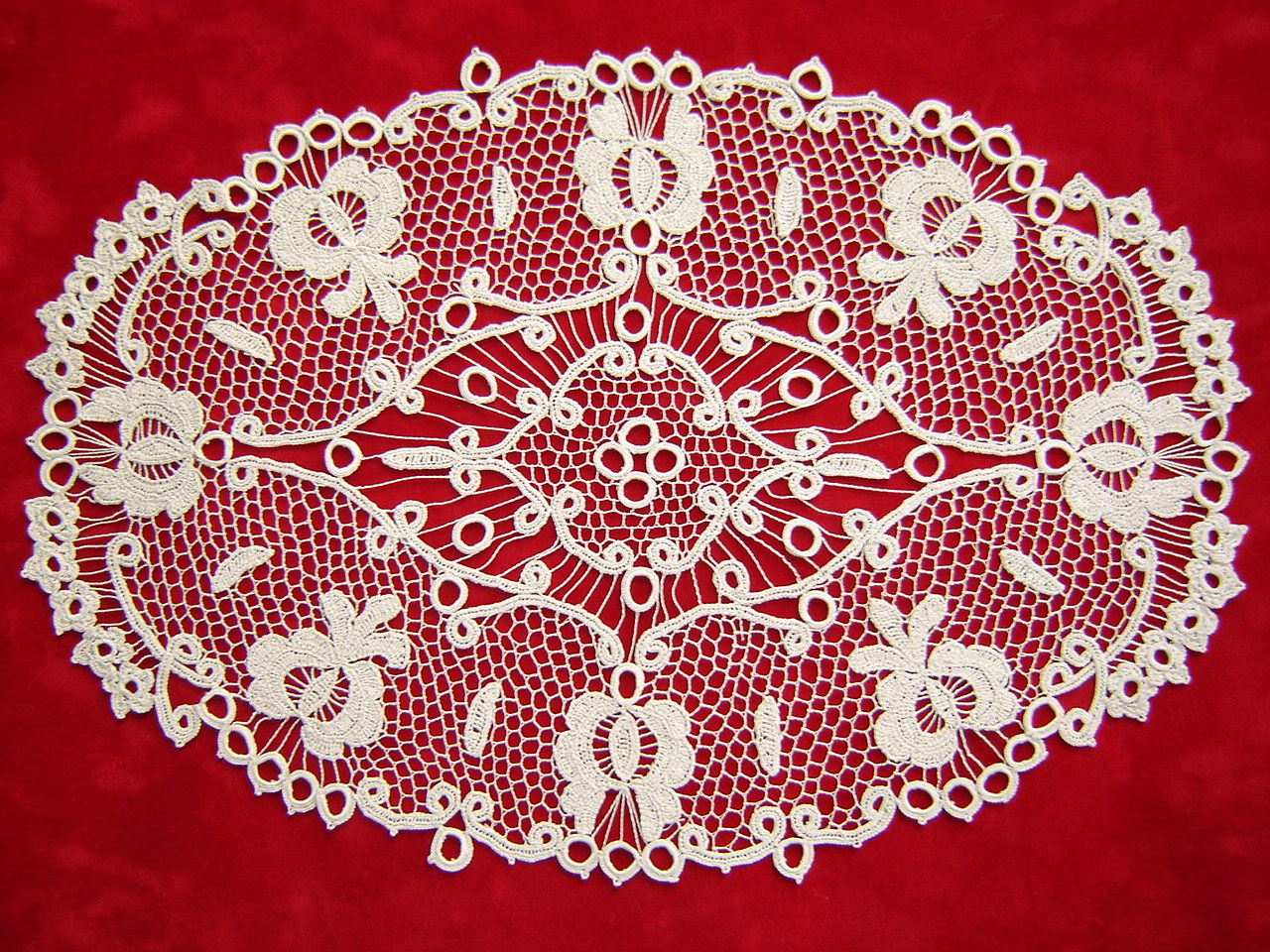
Serweta z koronki szydełkowej

Koronka – wyrób sztuki użytkowej, często o dużych walorach artystycznych, będący rodzajem ażurowej plecionki z nici (najczęściej bawełnianych lub lnianych, czasem metalowych).
Ze względu na sposób wykonania i wygląd, koronki dzielimy na:
- szydełkowe – wykonywane szydełkiem;
- igłowe – wykonywane poprzez osnuwanie nici na kawałku tkaniny, którą po wykonaniu wzoru usuwa się;
- klockowe – wykonywane za pomocą nici nawiniętych na specjalne klocki, przeplatanych i wiązanych w odpowiedni sposób;
- siatkowe – wytwarzane przy użyciu sztabki i specjalnej igły, a następnie w zależności od wzoru, cerowane;
- frywolitki – wyrabiane za pomocą czółenka, igły lub szydełka do frywolitek (cro-tat);
- teneryfowe – wykonywane przy użyciu specjalnej foremki i igły.

Wszystkie opisane typy koronek produkuje się obecnie maszynowo, na skalę przemysłową.
Niektóre regiony i miejscowości Europy są szczególnie słynne z wytwarzania koronek, np. Brabancja, Bruksela, Chantilly, Alençon (koronka z Alençon), Mechelen, Gandawa, Wenecja, Paryż, w Polsce – Wach (Kurpie) i Koniaków (koronki szydełkowe) oraz Bobowa (Galeria Koronki Klockowej) i Brzozów (koronki klockowe).
Kobieta zajmującą się zawodowo wyrobem koronek – ręcznie i maszynowo – to koronczarka.
Patronką wytwórców koronek jest święta Teresa z Ávili.